# Domovský okrsek

Zjednodušený náčrtek zobrazující 4 ptačí hnízda (černě), jejich teritoria (červeně) a částečně se překrývající domovské okrsky, na kterých dochází k zajišťování životních potřeb (zeleně)

Domovský okrsek je živočichem obývaná oblast, ve které se pravidelně pohybuje. Koncept domovského okrsku je podobný teritoriu, avšak to bývá menší a aktivně bráněno, zatímco domovský okrsek označuje celý životní prostor živočicha, kde vykonává zajištění životních potřeb (shání tam potravu, partnera nebo zajišťuje péči o potomstvo). Domovské okrsky určitého živočicha se typicky proměňují v čase – např. ptáče se po výletu z hnízdiště nějakou dobu zdržuje v okolí rodného hnízda, takže jeho domovský okrsek je poměrně malý, avšak po úplném osamostatnění dochází k disperzi, založení vlastního hnízda s teritoriem a zabrání mnohem většího domovského okrsku.
S konceptem domovského okrsku poprvé přišel americký přírodovědec William Henry Burt v roce 1943. Od té doby se poměrně hojně používá ve vědecké literatuře. Výpočet plochy domovského okrsku je poměrně komplikovaný a jednotlivé studie se liší v metodice takového výpočtu, což dělá porovnání velikostí domovských okrsků mezi různými terénními studiemi problematické. Stejně problematická je i definice domovského okrsku. Vědci nejsou jednotní například v tom, zda do domovského okrsku zahrnout i místa, do kterých se živočich dostane pouze souhrou náhod nebo během jeho průzkumných aktivit.